# Tekken 2
Tekken 2 (яп. 鉄拳2, Тэккэ́н Цу:, «Железный кулак 2») — друга гра в однойменної серії ігор. Усі персонажі з Tekken було повернуто (за винятком Джека, якого замінив Джек-2 у цій грі). Вісім нових персонажів були додані у список (рахуючи Джека-2). У грі представлено 25 ігрових персонажів. Випущений на аркадних автоматах у 1995 році, згодом і для PlayStation у 1996 році по всьому світу, гра була добре прийнята. ця гра миттєво стала бестселером, що дало більше переваги Namco на ринках консолей та аркадних автоматів. протягом 24 тижнів було продано 3 000 000 копій гри для платформи PlayStation, а у день відкриття продаж 250 000 копій, що стало рекордним числом на той момент.

## Сюжет
Підсумком першого турніру стало те, що Кадзуя переміг Хейхаті у фінальному поєдинку та наприкінці гри скинув його з тієї ж скелі, з якої впав сам у п'ятирічному віці. Імперія Місіма перейшла, відповідно, до рук Кадзуї, який правив досить жорстко, і вивів імперію в ранг особливо небезпечного злочинного синдикату.
Минуло 2 роки, Кадзує стало відомо про те, що його батько все ще живий. Але Хейхаті з міркувань особистої безпеки не з'являвся, тому Кадзуя сам вирішив вивести батька на світ, організувавши другий турнір Залізного кулака, на який потрапляє ще один ключовий персонаж гри - Дзюн Кадзама . Дівчина працює в якомусь підрозділі екологічної поліції і попрямувала на турнір з метою заарештувати Кадзу за контрабанду тварин. Далі сценаристи не потрудилися пояснити обставини їхньої зустрічі, яка виявилася інтимною, тож фанати можуть будувати безліч здогадів та припущень. Але згодом у фінал турніру потрапляє Хейхаті, який перемагає як свого сина, так і Диявола, який вселився до Кадзуї. Після перемоги, Місіма-старший скидає страховки заради свого сина прямо в вулкан, і знати нічого не знає про те, що незабаром у нього з'явиться ще один нащадок. Дзюн після подій Турніру повертається на Якусіму, свою батьківщину, де у неї народжується син, Дзін Кадзама .

## Рецензії та оцінки
Ігровий портал Gamespot, який дав грі 9,2 із 10 балів, похвалив графіку гри та чіткість руху моделей. IGN, який оцінив гру 9 з 10, також високо оцінив графіку гри та джерела світла.
Вплив
За словами Девіда Кейджа, бойова система Omikron: The Nomad Soul надихалася Tekken 2  .